# Du danskes vej
Du danskes vej er en dansk dokumentarfilm fra 1947, der er instrueret af Poul Bang efter manuskript af Finn Methling.
Et par år efter at filmen blev lavet, kom den til at fungere som en af Danmarks første tv-udsendelser. Da Statsradiofonien, nu DR, påbegyndte forsøg med tv 1. juni 1949 bestod programmet det første år nemlig stort set kun af prøvebilleder, geometriske figurer og så Du danskes vej, der til gengæld nåede at blive vist over to hundrede gange.

## Handling
En munter reportagefilm om livet på skoleskibene Danmark og Georg Stage.